# Brooke Pratley
Brooke Pratley, née le 6 avril 1980 à Goulburn, est une rameuse australienne.

## Biographie
Brooke Pratley termine troisième de l'épreuve de huit aux Championnats du monde d'aviron 2006. Elle participe aux Jeux olympiques d'été de 2008 et termine sixième de l'épreuve de huit.
Aux Jeux olympiques d'été de 2012 à Londres, l'Australienne est médaillée d'argent en deux de couple femmes avec Kim Crow.